# Mogilnoje
Mogilnoje (russisch Моги́льное) ist ein Reliktsee auf der russischen Insel Kildin in der Oblast Murmansk. Der See besteht aus stabilen Schichten von Süß-, Brack- und Salzwasser mit den dazugehörigen Biozönosen.

## Beschreibung
Mogilnoje liegt im Südosten der Insel Kildin und ist vom Meer nur durch einen natürlichen Damm von 63 bis 70 m Breite und 3,7 bis 5,4 m Höhe getrennt. Er hat eine Fläche von 9,6 Hektar und ist auf seiner dem Meer zugewandten Seite bis zu 16,3 m tief. Die Wassersäule weist eine Schichtung nach dem Salzgehalt und ein komplexes Temperaturprofil auf. Eine etwa drei Meter dicke Oberflächenschicht besitzt eine Salinität von bis zu 3 ‰. Bis zu einer Tiefe von 8 m nimmt der Salzgehalt in einer Halokline auf 25 ‰ zu. Unterhalb dieses Bereichs steigt die Salinität nur noch langsam und erreicht an der tiefsten Stelle des Sees über 30 ‰. Mit dem Meer findet ein begrenzter Salzwasseraustausch statt. Pro Tag sickern durchschnittlich 45 m³ Meerwasser in den See. Der Süßwasserzufluss aus Grund- und Schmelzwasser sowie aus Niederschlägen übersteigt diese Menge um das Neunfache.
Die über Jahrhunderte stabile Schichtung nach dem Salzgehalt hat dazu geführt, dass sich in den verschiedenen Bereichen unterschiedliche Lebensgemeinschaften herausgebildet und erhalten haben. Während in der oberen Schicht bis zu einer Tiefe von 5 m typisches Süßwasserplankton häufig ist, dominiert darunter das Meeresplankton. Von diesem ernährt sich die Brut des endemischen Kildin-Dorschs (Gadus morhua kildinensis), von dem einige Tausend erwachsene Tiere im See leben. In Tiefen unter 9 m fehlt der Sauerstoff, wogegen der Gehalt an Schwefelwasserstoff stark zunimmt. In diesem anaeroben Bereich leben nur noch Bakterien. Die Dicke der aeroben Schicht hat seit Beginn des 20. Jahrhunderts um 4 m abgenommen.

## Geschichte

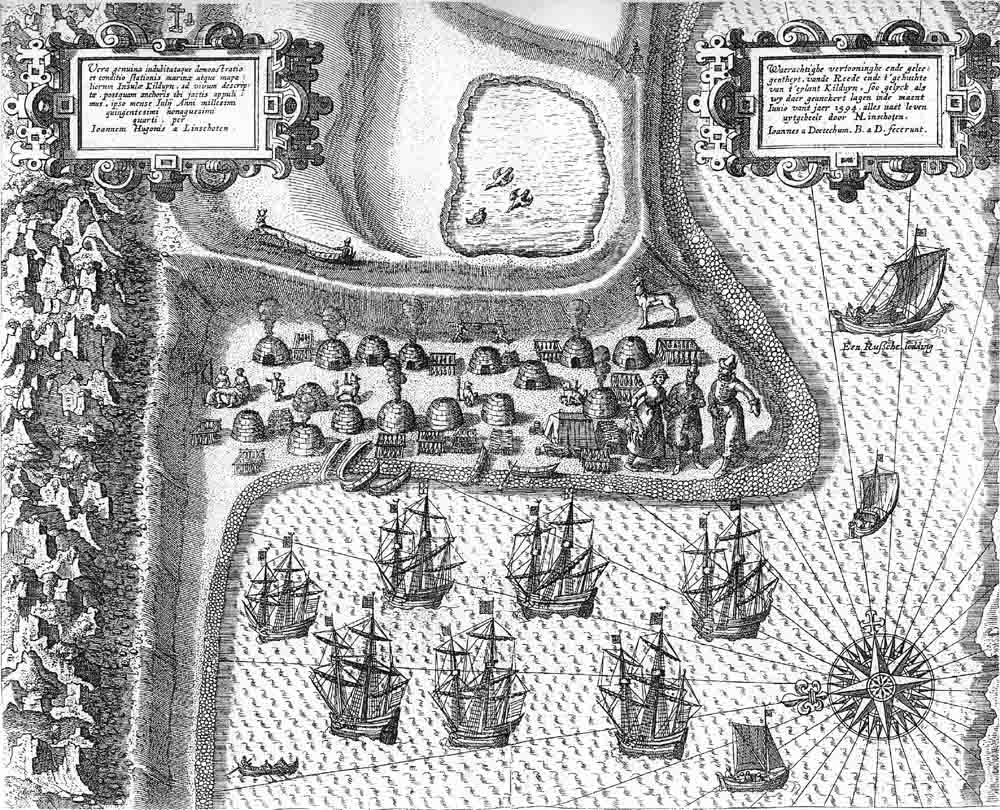
Der See Mogilnoje auf einer Karte von 1601

Der See erschien erstmals 1601 auf einer Karte in Jan Huygen van Linschotens Reizen naar het noorden (1594–1595). Van Linschoten war ein Begleiter Willem Barents’ auf dessen erster Reise nach Nowaja Semlja. Der Name Mogilnoje (deutsch Grabsee) soll auf eine Episode des Russisch-Englischen Krieges von 1807 bis 1812 zurückgehen. Am 6. Juni 1809 überfiel die britische Fregatte HMS Nyaden das nahe dem See gelegene Fischerdorf, machte es „dem Erdboden gleich“ und plünderte Kirchengeräte und Proviant. Da der Angriff für die Bewohner überraschend kam, konnten sich nur wenige in den Hügeln Kildins in Sicherheit bringen.
Die wissenschaftliche Erkundung des Sees begann 1887, als der russische Zoologe Solomon Markowitsch Herzenstein (1854–1894) die Murmanküste bereiste. Fischer hatten ihm Dorsche aus dem See gegeben, was Herzensteins Interesse weckte, schien Mogilnoje doch ein Süßwassersee zu sein. Mit der Dredsche holte er aber nur faulendes Pflanzenmaterial und einige Muschelschalen, aber keine lebenden Tiere, vom Seeboden herauf. 1889 nahm Wiktor Andrejewitsch Fausek (1861–1910) die Erforschung des Sees wieder auf und fand eine lebende Meeresfauna aus Muscheln, Flohkrebsen, Vielborstern, Seescheiden, Quallen und Fischen. Bis zum Ausbruch des Ersten Weltkriegs besuchten nun zahlreiche Wissenschaftler den See. Genauere Studien führte 1893 und 1894 Nikolai Michailowitsch Knipowitsch durch. 1898 fanden die deutschen Zoologen Fritz Römer und Fritz Schaudinn mit dem Atlantischen Butterfisch einen weiteren Meeresfisch im See. Die Ergebnisse dieser Periode fasste Konstantin Michailowitsch Derjugin (1878–1938), der 1921 selbst auf Kildin gewesen war, 1925 in einer umfangreichen Monografie zusammen.
Nachdem Mogilnoje 40 Jahre lang wenig Beachtung bei den Wissenschaftlern gefunden hatte, was auch damit zusammenhängt, dass Kildin seit 1935 zunehmend militärisch genutzt wurde, studierten Forscher des Meeresbiologischen Instituts in Murmansk die Ökologie des Sees ab Mitte der 1960er Jahre erneut, wobei der Kildin-Dorsch Im Mittelpunkt ihres Interesses stand. Nach dem Abzug des Militärs begann 1997 eine vom Knipowitsch-Polarforschungsinstitut für Meeresfischerei und Ozeanografie (russ. Полярный научно-исследовательский институт морского рыбного хозяйства и океанографии имени Н. М. Книповича, ПИНРО) koordinierte umfassende Untersuchung des Ökosystems des Mogilnoje-Sees.
Seit 1985 genießt der See als Naturdenkmal von nationaler Bedeutung staatlichen Schutz.